# Arkádie (historické území)

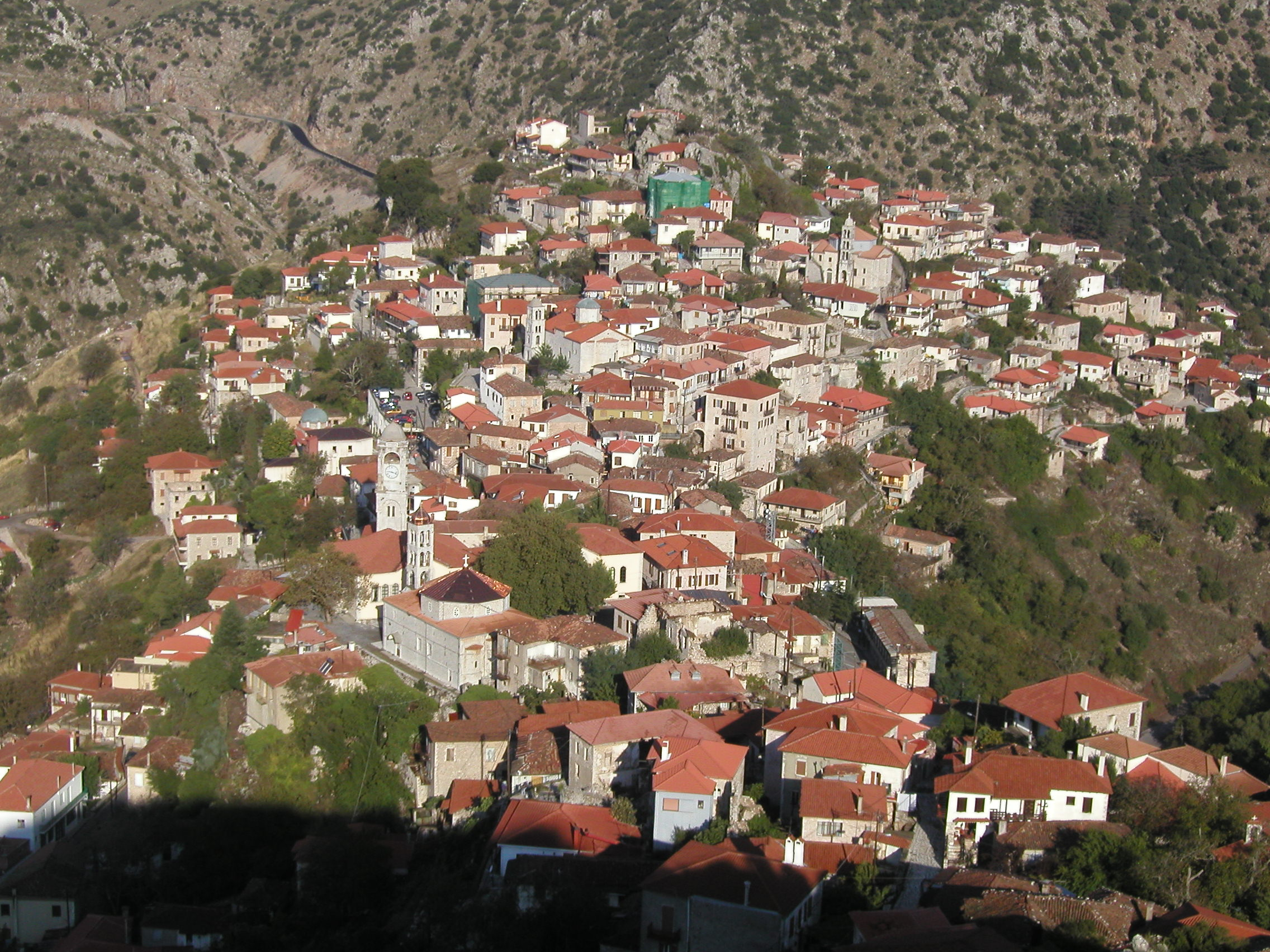
Dimitsana-tradiční arkadská vesnice

Arkádie (gr. Αρκαδία - Arkadia) je historické území na Peloponésu v Řecku. Z velké části je shodné s dnešní krajskou jednotkou - viz regionální jednotka Arkádie.

## Dějiny
Starověk

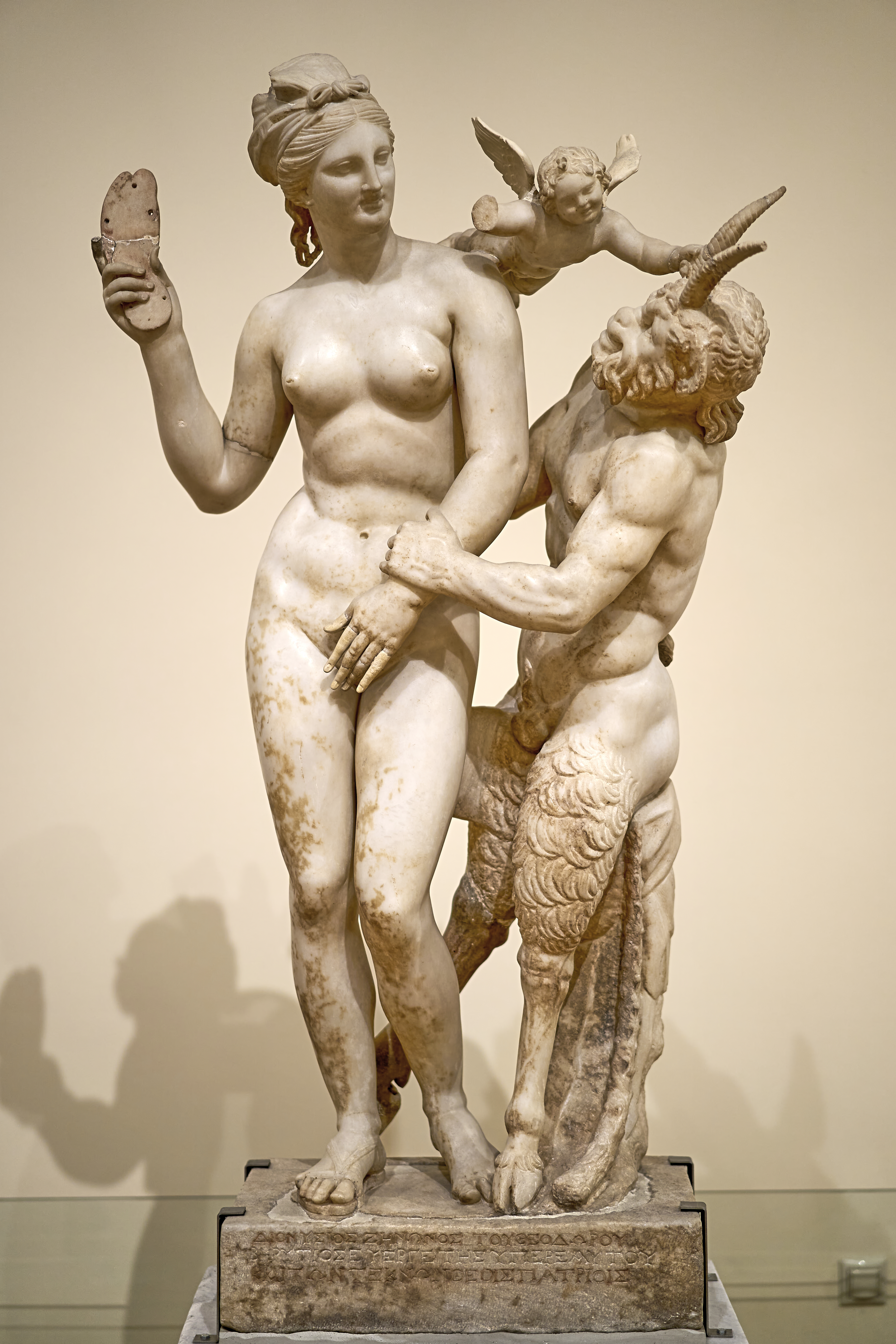
Αfrodita, Pan a Eros

Arkadii obývaly zpočátku kmeny Pelasgů. Pravděpodobně kolem roku 3000 př. n. l. se zde usazují řecké kmeny Achájů, které později vytvořily vyspělou Mykénskou civilizaci. Achajci si však nepodrobili celou nepřístupnou oblast Arkádie a proto se zde na rozdíl od ostatních částí Peloponésu Pelasgové udrželi. V polovině 2. tisíciletí př. n. l. se mykénská civilizace zhroutila a do Řecka začínají pronikat další řecké kmeny. Na Peloponés přišel bojovný řecký kmen Dórů. Dórové zničili kulturu Achajců a usadili se skoro na celém Peloponésu, jedině Arkádie a část Achaje zůstaly nepodrobeny. Do hornaté Arkádie se uchýlilo velké množství Achajců z různých končin Peloponésu a pomíchali se s Pelasgy, které tak definitivně helenizovali. Achájský původ si Arkáďané udrželi po celou dobu starověku, včetně achájského dialektu řečtiny. V klasické antice zde vznikla města jako Megalopoli, Orchomenos, Tegea či Theutis. Byla to však jen malá města a Arkádie si udržela ráz vesnického prostředí. Známí byli arkadští pastýři, kteří žili jednoduchý a přímo až filozofický život. Díky klidnému životu Arkádie se stal pojem Arkádie synonymem klidu. Tak to zmínil i římský spisovatel Vergilius. Obyvatelé vyznávali kult boha Pana, který žil právě v lesích Arkádie. Zde žily i nymfy, které zmíněný bůh Pan honil a sváděl. Narodil se zde i bůh Hermés, posel bohů a syn Dia. V 1. století se Arkádie stala součástí Římského impéria. Místní dialekt byl postupně vytlačen sjednocujícím řeckým jazykem koiné. Do Arkádie postupně začalo pronikat křesťanství, ale díky izolaci nikdy zcela nevytlačilo pohanské kulty.
Byzantská doba
Od roku 395 bylo Řecko součástí Byzantské říše. Definitivní christianizace oblasti nastala až v 9. století, neboť určitá část obyvatelstva do té doby vyznávala kult boha Pana. V 6. století se na Peloponés a také do Arkádie dostávají Slované, kteří zaplavili celý Balkán a část Řecka. Mnozí obyvatelé Arkádie se uchýlili do nepřístupných hor, jiní se Slovany splynuli. Proti Slovanům bylo podniknuto několik vojenských akcí. Slovany postupně z Řecka odváděl generál Staurakios, výpravy organizoval i císař Justinián II. a císařovna Irena. Peloponéští Slované však byli definitivně podrobeni až v 9. století po jejich porážce u městě Patra na Peloponésu. Pak byla většina Slovanů z Peloponésu odvedena byzantskou vládou. I do Arkádie pak přišly řecké rodiny, hlavně z Itálie a Sicílie na posílení místního obyvatelstva, zdecimovaného po odchodu Slovanů. Arkáďané se pak opět mohli vrátit z horských oblastí zpět na roviny. Na východě Arkádie, v její přímořské oblasti se usadili někteří Řekové z Lakónie a Sparty, kteří sem přišli během slovanské okupace. Dodnes si zde uchovali svou kulturu a dialekt, vycházející z dórštiny. Starořecký kult boha Pana definitivně upadl až po znovuovládnutí Peloponésu Byzancí v 9. století. Od 13. století zde vládly evropské mocnosti, v 15. století se zde definitivně prosadila turecká moc.
Osmanská nadvláda
Během osmanské nadvlády někteří obyvatelé Arkádie přestoupili na islám, poturčili se a město Tripolitsa mělo početnou tureckou komunitu. Silný vliv ortodoxní církve pomáhal obyvatelstvu udržet si řeckou identitu a vzdorovat turecké moci. Obyvatelé se schovávali do hor, kde žili jednoduchým pasteveckým životem. V 19. století byla Arkádie centrem Řecké války za nezávislost. Generál Theodoros Kolokotronis dobyl město Tripolitsa a řečtí rebelové vyvraždili většinu muslimů ve městě. Ostatní později utekli.